# Thomas Helland Larsen
Thomas Helland Larsen (20 aprile 1998) è un fondista norvegese.

## Biografia
Larsen, attivo dal gennaio del 2015, ai Mondiali juniores di Park City 2017 ha vinto la medaglia d'oro nella staffetta e quella d'argento nell'inseguimento; in Coppa del Mondo ha esordito il 4 marzo 2020 a Drammen in sprint (26º), ha conquistato il primo podio il 3 dicembre 2021 a Lillehammer nella medesima specialità (3º) e la prima vittoria il 19 dicembre 2021 a Dresda in una sprint a squadre. Non ha preso parte a rassegne olimpiche o iridate.

## Palmarès

### Mondiali juniores
- 2 medaglie:
  - 1 oro (staffetta a Park City 2017)
  - 1 argento (inseguimento a Park City 2017)

### Coppa del Mondo
- Miglior piazzamento in classifica generale: 42º nel 2022
- 2 podi (1 individuale, 1 a squadre):
  - 1 vittoria
  - 1 secondo posto

#### Coppa del Mondo - vittorie
| Data             | Località | Nazione  | Spec.                    |
| ---------------- | -------- | -------- | ------------------------ |
| 19 dicembre 2021 | Dresda   | Germania | TS TL (con Even Northug) |

Legenda:

TS = sprint a squadre

TL = tecnica libera